# 甲鱗巴拉圭鯰
甲鱗巴拉圭鯰，為輻鰭魚綱鯰形目甲鯰科的其中一種，為熱帶淡水魚，分布於南美洲厄瓜多爾Napo河流域，棲息在底層水域，生活習性不明。以觀賞魚市場對異型魚的編號而言，推測為L418秘魯綠皮皇冠豹。

## 扩展阅读
維基物種上的相關：甲鱗巴拉圭鯰